# Bochnia
Bochnia je grad na rijeci Rabi u južnoj Poljskoj pokrajini Malopoljsko vojvodstvo. Smješten je Mjesto je najslavnije po Rudniku soli Bochnia koji je 2013. godine upisan na UNESCO-ov popis mjesta svjetske baštine u Europi.

## Povijest
Bochnia je drugi grad po starosti u Malopoljskom vojvodstvu. Prvi pisani dokumenti o gradu potječe iz 1198. godine, kada je Jeruzalemski patrijarh zahvalio jednom vitezu iz Bochnie za poklon soli samostanu.
Otkrićem kamene soli u okolici grada 1248. godine Bochnia je dobila status grada 27. veljače 1253. god. Zahvaljujući položaju na trgovačkom putu iz zapadne Europe u Rusiju i na putu iz Male Azije do Baltika, razvoj trgovine je doveo do razvoja grada i porasta broja stanovnika. U 14. stoljeću grad je doživio veliki procvat i tada je nastao gradski trg, odbrambene zidine s tornjevima i 4 gradska vrata, bolnica i započeta je gradnja Bazilike svetog Nikole. Od 15. stoljeća u Bochniji radi i gradska škola, a 1623. god. osnovan je benediktanski samostan. 
17. stoljeće je za Bohchniju, kao i za većinu poljskih gradova, razdoblje švedskih napada i velikih epidemija. Neko vrijeme grad je bio pod vlašću Šveđana koji su odlazeći uništili veliki dio grada, a 1662. god. grad su napadali i Kozaci. Zbog toga je u Bochniji 1664. god. ostalo samo 54 kuće. Tijekom Velikog sjevernog rata (1700. – 21.) grad je uništen 1702., ali i u požarima 1751. i 1772. god. Rusi su sauzeli grad 1772. godine, ali je on ubrzo pao pod vlast Austrijanaca koji su ga držali sve do 1918. godine. Austrijanci su za to vrijeme uništili oba samostana, razvalili gradske zidine itd. Prva javna knjižnica u Bochniji nastala je 1886. godine.
Tijekom Drugog svetskog rata u gradu je postojao logor za Židove koji je zatvoren 1943. godine. Grad je bio dio Tarnówskog vojvodstva od 1975. do 1998. godine kada je ujedinjeno Malopoljsko vojvodstvo.

## Znamenitosti
Rudnik soli Bochnia (Kopalnia soli w Bochni) je jedan od najstarijih rudnika soli u Poljskoj i cijeloj Europi, koji je kontinuirano proizvodio stolnu sol od 12. stoljeća do 2007. godine.
U rudnicima duljine 4,5 km i dubine 468 metara, na 16 različitih razina nalaze se napuštene komore, šahtovi i prolazi koji tvore tzv. „podzemni grad” koji je sada otvoren za posjetitelje. Najveća sačuvana komora je pretvorena u sanatorij.
U rudniku se nalazi i muzej rudarstva s najvećom kolekcijom originalnih alatki i rudarske opreme koja ilustrira razvoj rudarske tehnologije od srednjeg vijeka do modernog doba.

## Slavni stanovnici
- Stanislav od Szczepanówa, poljski svetac
- Ralph Modjeski, slavni inženjer mostova u SAD-u
- Ludwik Stasiak, poljski spisatelj i publicist

## Gradovi prijatelji
Bochnia zbratimljen s gradovima:
- Bad Salzdetfurth, Njemačka
- Cavtat, Hrvatska
- Kežmarok, Slovačka
- Roselle, SAD

## Poveznice
- Hallstatt
- Salzburg

## Vanjske poveznice
- Zemljovid Bochnije (polj.)
- Povijest Židova u Bochniji (polj.)